# دل بد باستر
دلِ بدِ باستر (به انگلیسی: Buster's Mal Heart) فیلمی است‌‌ محصول سال ۲۰۱۶‌ میلادی‌ در‌ ژانر معمایی‌ و‌ سوررئال،‌که ‌کارگردان‌ آن‌ سارا‌ ادین‌ اسمیت‌ است‌ و رامی ملک، دی‌جی کوالز و کیت لین شیل در‌ آن‌ به‌ ایفای‌ نقش‌ پرداخته‌اند. فیلم‌ نخستین بار‌ در ۱۱ سپتامبر ۲۰۱۶ در جشنواره بین‌المللی فیلم تورنتو به‌ نمایش درآمد.

## داستان
فیلم با نمایشی از مردی در کوهستان -جونا یا آنگونه که بدان معروف شده جونا- (با بازی رامی مالک) که تحت تعقیب پلیسی و نیروهای مردمی محلی است، آغاز می‌شود. سپس به ده روز قبل از آن بازمی‌گردد و به داستان همان مرد می‌پردازد که یک مرد سخت‌کوش خانواده است. سپس به طور پیاپی فیلم به وقایع عقب بازمی‌گردد و در زمان حال مرد میان قایقی تنها در میان دریا یا خانه‌های پراکنده‌ای در میان منطقه‌ای سردسیر است.

## بازیگران
- سارا ادین اسمیت
- رامی مالک
- دی‌جی کوالز
- کیت لین شیل

## نقد و بررسی
معرفی و بررسی فیلم Buster's Mal Heart: فیلم سینمایی Buster's Mal Heart به‌کارگردانی Sarah Adina Smith در 3 سال پیش یعنی سال 1395 در گونه درام، معمایی و مهیج تولید شده است. Buster's Mal Heart توانست در مرجع ارزش گذاری سینما و تلویزیون یعنی منظوم نمره 7 از 10 را از سوی مردم بدست بیاورد که نشان می‌دهد عموم مردم Buster's Mal Heart را اثری باکیفیت و باارزش ارزیابی می‌کنند. بازیگران فیلم Buster's Mal Heart بازیگران فیلم Buster's Mal Heart چه کسانی هستند؟ در Buster's Mal Heart بازیگرانی چون Rami Malek، DJ Qualls، Mark Kelly، Lin Shaye، Kate Lyn Sheil، توبی هاس و Sandra Ellis Lafferty به ایفای نقش و بازیگری پرداخته‌اند. در فیلم Buster's Mal Heart حدود 13 بازیگر جلوی دوربین رفته‌اند که از نظر تعداد بازیگران می‌توان Buster's Mal Heart را یک اثر پربازیگر عنوان کرد. از این‌ لحاظ کارگردانی فیلم Buster's Mal Heart باتوجه به بازی گرفتن از این تعداد بازیگر و مدیریت آنها کار بسیار دشواری بوده است؛ باید بررسی کرد آیا Sarah Adina Smith به‌عنوان کارگردان و به‌عنوان بازیگردان و همچنین تیم بازیگری Buster's Mal Heart توانسته‌اند در این زمینه موفق باشند و بازی‌های درخشانی را نمایش دهند؟ از دیگر بازیگران فیلم Buster's Mal Heart می‌توان به Bruce Bundy، Shi Ne Nielson، Lance Barber، Kimberly Arland، Teresa Yenque و Kendra Mylnechuk اشاره کرد. در خلاصه داستانی که یا از سوی تیم رسانه‌ای اثر و یا توسط دیگر رسانه‌ها درباره داستان Buster's Mal Heart منتشر شده است، می‌خوانیم: «The film follows follows a mountain man on the run from authorities who survives the winter by breaking into empty vacation homes. He's haunted by a recurring dream of being lost at sea ... See full summary»» فیلم Buster's Mal Heart و کارنامه فعالیت کارگردان و بازیگران از نظر تاریخچه فعالیت کارگردان و بازیگران فیلم Buster's Mal Heart نیز آمارها و نکات جذابی را می‌توان بیان کرد. براساس آمارها فیلم Buster's Mal Heart به طور متوسط فعالیت 12ام بازیگران این اثر است. براساس امتیاز مردم فیلم Buster's Mal Heart بهترین اثر Rami Malek، DJ Qualls، Mark Kelly، Kate Lyn Sheil و Sandra Ellis Lafferty در حرفه بازیگری محسوب می‌شود. همچنین Sarah Adina Smith کارگردان Buster's Mal Heart اولین همکاری خود با بازیگرانی چون Rami Malek، DJ Qualls، Mark Kelly، Lin Shaye، Kate Lyn Sheil، توبی هاس، Sandra Ellis Lafferty، Bruce Bundy، Shi Ne Nielson، Lance Barber، Kimberly Arland، Teresa Yenque و Kendra Mylnechuk را در این اثر تجربه کرده است. در میان بازیگران Buster's Mal Heart نیز 77 همکاریِ اول رخ داده، به‌عبارت دیگر در این فیلم میان هر یک از 13 بازیگر با یکدیگر یک رابطه همکاری شکل گرفته که 77 همکاری برای اولین‌مرتبه در Buster's Mal Heart رخ داده است. مانند: Rami Malek و DJ Qualls، Mark Kelly و Lin Shaye، Kate Lyn Sheil و توبی هاس، Sandra Ellis Lafferty و Shi Ne Nielson، Bruce Bundy و Lance Barber. عوامل فیلم Buster's Mal Heart در مجموع بیش از 14 نفر در تولید فیلم Buster's Mal Heart نقش داشته‌اند و هر یک از آنها در منظوم یک صفحه اختصاصی دارند.